# Anakreon

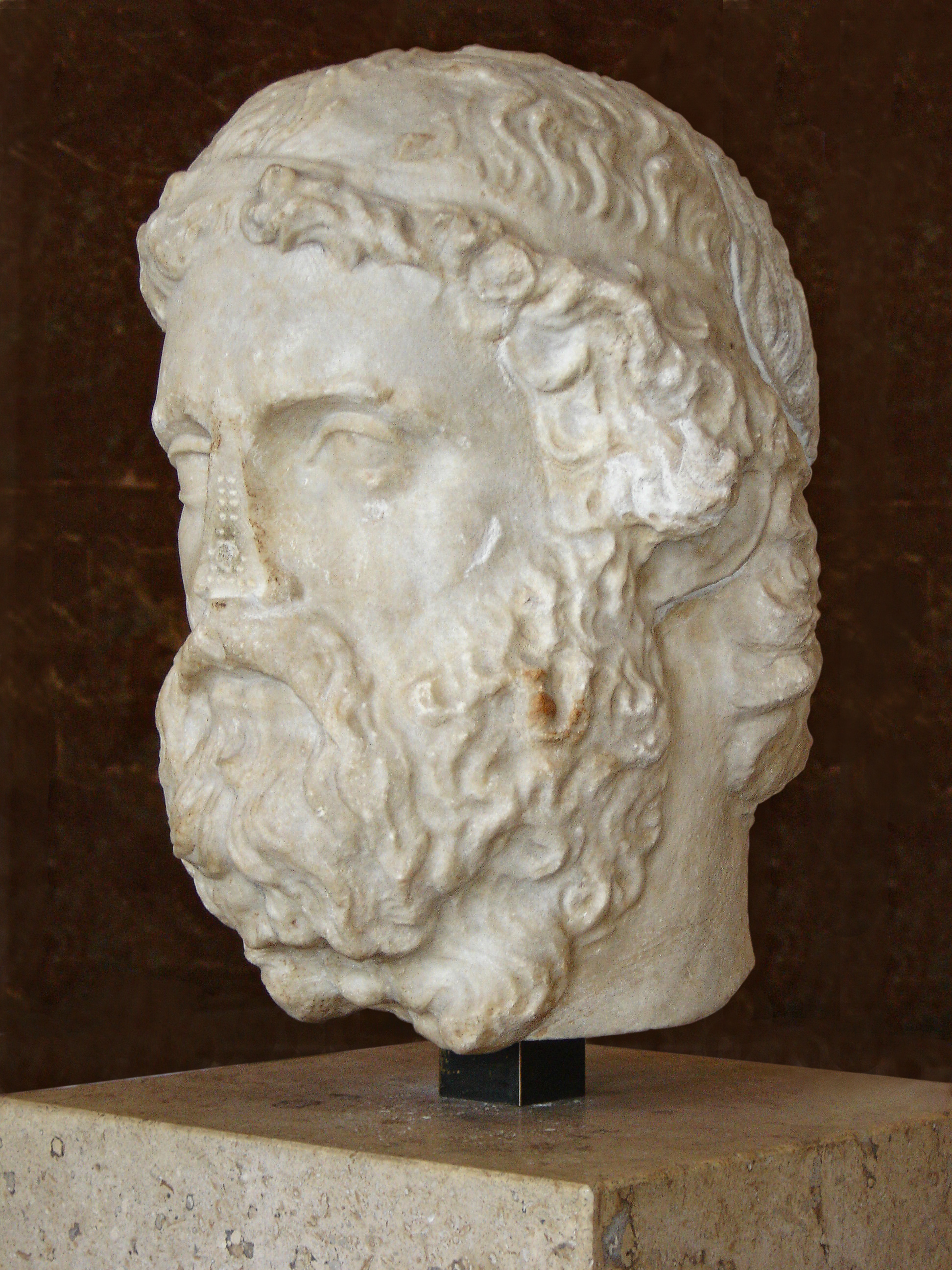
En byst av Anakreon i Louvren.

Anakreon |a'na-], född omkring 582 f.Kr., död omkring 485 f.Kr., var en grekisk lyrisk skald. Hans dikter behandlade det glada sällskapslivet och framför allt vinet och kärleken, och med sin milda och muntra stämning och sitt lätta och klara språk formade de en särskild genre, som har efterbildats alltsedan dess, även om de idag främst odlas i mindre sällskap.
Hans namn var på grekiska Ἀνακρέων, gen.: Ἀνακρέοντος, på latin Anacreon [anak'reon]. På svenska används grekisk stavning men ett närmast latinskt uttal [ana'kreon].

## Biografi
Anakreon föddes i Teos, en jonisk stad vid Anatoliens kust. Mycket mer än så är inte med säkerhet känt om hans liv. Hans fars namn och identitet är föremål för diskussion och fyra olika möjliga namn har föreslagits: Skythianos, Eumelos, Parthenios och Aristokritos.  
Vid den persiska invasionen cirka 545 f.Kr övergav Anakreon sitt hemland tillsammans med flera av invånarna i Teos och seglade till Thrakien där de grundade en koloni vid Abdera. Senare blev han hovpoet och lärare hos tyrannen Polykrates på ön Samos. Vid Polykrates död hämtades han högtidligt till Hipparchos i Aten (son till tyrannen Peisitratos) där han blev hovpoet. När Hipparchos lönnmördades verkar han ha återvänt till sin födelsestad Teos där han senare dog och begravdes. Eventuellt kan han ha befunnit sig i Thessalien innan han återvände till Teos. 
Anakreon var under lång tid populär i Athen, där hans staty kunde ses på Akropolis, tillsammans med en staty över hans vän Xanthippos. På flera mynt från Teos finns hans bild med en lyra i sin hand, ibland sittande, ibland stående.

## Utmärkelser
Asteroiden 2339 Anacreon är uppkallad efter honom.

## Dikterna

### Form och stil
Anakreon skrev alla sina dikter på den joniska dialekten. Som alla tidiga lyriska dikter, var de ämnade att sjungas eller deklameras till ackompanjemanget av musik, vanligtvis till lyra. Anakreons verser var huvudsakligen i form av monodi, vilket betyder att de skulle framföras av en sångare i stället för en kör.  
Enligt den grekiska poetiska traditionen, vilade hans dikter på meterkonstruktioner. Metriska dikter är en speciell rytmisk form, som härleder sin struktur från fonetiska mönster inom och mellan versraderna. Det fonetiska mönstret i Anakreons dikter, som i all grekisk dikting från den tiden, är i den strukturerade alternationen av de "långa" och "korta" vokalljuden. Den joniska dialekten hade också en naturlig melodisk klang som gav en speciell kvalité till deklamationen.

### Teman och ämnen
Anakreons dikter handlade om universella ämnen såsom kärlek, passion, besvikelser, festligheter, fester, festivaler, och observationer av gemene man och vardagslivet. Det är dessa vardagliga ämnen i Anakreons verk som har gjort att generationer av läsare och lyssnare har funnit dem roande och igenkännande. Hans utbredda popularitet inspirerade även många imitatörer, som också höll hans namn levande. Han fann sina motiv i de förnäma dryckeslagen. I hans kärlekshistorier uppträder både män och kvinnor som deltagare i symposierna. Han beskriver tillstånden mellan kärlek och ensamhet, nykterhet och berusning och han betraktar sig själv och andra med en ironisk blick.
Med beteckningen anakreontisk, som bland annat används om Bellmans författarskap, åsyftas en diktning som dyrkar kärlek, vin och skönhet. Av Anakreons författarskap har, förutom talrika fragment (sällskapsdikter som hyllar vinet och kärleken, satirer, hyllningsdikter och epitafier), endast tre fullständiga dikter bevarats. De tjänade som modell för latinska lyriker och imiterades i stor utsträckning av franska och engelska renässanspoeter.